# Demonia
Demonia ist ein Horrorfilm von Lucio Fulci aus dem Jahr 1990, der im deutschsprachigen Raum zehn Jahre später, am 19. Januar 1999, auf Video erstaufgeführt wurde.

## Handlung
Sizilien, 1486: Drei Nonnen werden gekreuzigt, da sie im Dienste des Teufels gestanden seien. Mehr als 500 Jahre später sieht und empfindet die feinsinnige Liza während einer Séance das Geschehen erneut. Als sie mit einer kanadischen Archäologengruppe um Professor Evans nach Sizilien reist, trifft sie auf eine misstrauische Bevölkerung, die Ausgrabungen in der Nähe eines Klosters ungern sehen; der einheimische Altertumsforscher Porter erzählt von deren Aberglauben und Furcht. Liza entdeckt im Kloster, zu dem es sie magisch gegen den Rat von Professor Evans hinzieht, einen Geheimgang und die Gräber der Nonnen. Ihr Eindringen setzt die Geister der Verstorbenen frei, die von nun an ihre Rache auf blutige Weise ausüben können und offenbar von Liza Besitz ergreifen: Porter stirbt durch eine Harpune, zwei Mitglieder der Expedition werden gepfählt.
Währenddessen hat Liza immer wieder Visionen der Kreuzigungen. Durch mehrfache Begegnungen mit einem Medium erfährt sie, dass die Nonnen Unzucht trieben, ihre Liebhaber ermordeten und ihre dabei gezeugten Kinder verbrannten. Während die Polizei im Dunkeln tappt und selbst Professor Evans verdächtigt, stirbt das Medium durch ihre Katzen, die ihr die Augen auskratzen. Der Metzger DeSimone wird von seinen Arbeitsgeräten aufgespießt und seine Zunge an den Tisch genagelt. Liza scheint ihren Realitätssinn zu verlieren; ein Vater wird von zwei Bäumen zerteilt. Als der Zorn der Bevölkerung sich immer deutlicher gegen die Archäologen richtet und Evans die Expedition abbricht, findet er Liza nicht: Es wird klar, dass die Nonnen Liza benutzen, um ihre Rache zu vollenden. Auch Professor Evans muss sterben. Die Dorfbewohner verbrennen die freigelegten Skelette.

## Kritik
„Das ergibt alles wenig Sinn“, schreibt Robert Forsching im „Rovi“, und die meisten der Fulci-Fans sahen hierin eine blasse Imitation seiner berühmten Gothics und einen Regisseur auf der Suche nach alter Form. Das Lexikon des internationalen Films befand: „In allen Belangen bescheidener Horrorfilm, der eher Langeweile als Entsetzen hervorruft.“ „Zu sehr erstarrt der Film in dem Bemühen Fulcis das Ganze auf mystisch-dämonisch zu trimmen, wodurch er sich immer wieder in äußerst langatmigen Passagen und symbolhaften Bildern ergeht.“, so Andreas Bertler/Harry Lieber.

## Bemerkungen
Fulci spielt eine ausgedehnte Gastrolle als Interpol-Inspektor.